# Vandaravua carli
Vandaravua carli is een hooiwagen uit de familie Podoctidae.